# Молочанский городской совет
Молочанский городской совет (укр. Молочанська міська рада) — входит в состав
Токмакского района
Запорожской области
Украины.
Административный центр городского совета находится в 
г. Молочанск.

## Населённые пункты совета
- г. Молочанск